# Tsjechen
De Tsjechen zijn een West-Slavisch volk. Het grootste deel van de Tsjechen woont in Tsjechië (10 miljoen), maar er zijn ook minderheden in de Verenigde Staten (1,2 miljoen), Duitsland, Canada, Frankrijk, Groot-Brittannië, Slowakije, Kroatië, Oostenrijk, Roemenië en Polen.
De Tsjechen spreken de Tsjechische taal, die nauw verwant is met het Slowaaks en het Sorbisch.